# Hypselistes
Genre
Hypselistes est un genre d'araignées aranéomorphes de la famille des Linyphiidae.

## Distribution
Les espèces de ce genre se rencontrent en zone holarctique.

## Liste des espèces
Selon World Spider Catalog (version 24, 21/04/2023) :
- Hypselistes acutidens Gao, Sha & Zhu, 1989
- Hypselistes arcus Irfan, Wang & Zhang, 2023
- Hypselistes asiaticus Bösenberg & Strand, 1906
- Hypselistes australis Saito & Ono, 2001
- Hypselistes basarukini Marusik & Leech, 1993
- Hypselistes florens (O. Pickard-Cambridge, 1875)
- Hypselistes fossilobus Fei & Zhu, 1993
- Hypselistes jacksoni (O. Pickard-Cambridge, 1903)
- Hypselistes kolymensis Marusik & Leech, 1993
- Hypselistes semiflavus (L. Koch, 1879)

## Systématique et taxinomie
Ce genre a été décrit par Simon en 1894 dans les Argiopidae.

## Publication originale
- Simon, 1894 : Histoire naturelle des araignées. Paris, vol. 1, p. 489-760 (texte intégral).